# Minas Tênis Clube (piłka siatkowa kobiet)
Minas Tênis Clube – żeński klub piłki siatkowej z Brazylii. Został założony w 1935 roku z siedzibą w mieście Belo Horizonte.

## Historia

### Chronologia nazw sponsorskich
- 1991–1995 L'Acqua di Fiori/Minas
- 1995–1996 Banco Bandeirantes/Minas
- 1996–1997 MRV/Minas
- 1997–1998 MRV-Suggar/Minas
- 1998–2005 MRV/Minas
- 2005–2008 Fiat/Minas
- 2008–2009 Minas Tênis Clube
- 2009–2013 Usiminas/Minas
- 2013–2014 Decisão Engenharia/Minas
- 2014–2018 Camponesa/Minas
- 2018–2022 Itambé/Minas
- 2022– Gerdau/Minas

## Sukcesy
Klubowe Mistrzostwa Ameryki Południowej:
- 1999, 2000, 2002, 2018, 2019, 2020, 2022[1], 2024[2]
- 1976, 1992, 2021, 2023[3]
- 2025[4]

Mistrzostwa Brazylii:
- 1993, 2002, 2019, 2021, 2022[5], 2024[6]
- 1978, 1981, 1992, 2000, 2003, 2004, 2023[7]
- 1995, 1998, 2001, 2007, 2016, 2018

Klubowe Mistrzostwa Świata:
- 1992, 2018

Puchar Brazylii:
- 2019, 2021, 2023[8]

Superpuchar Brazylii:
- 2023[9], 2024[10]

## Kadra

### Sezon 2025/2026[11]
- 1.  Francine Tomazoni
- 2.  Julia Nowicka
- 3.  Giovana Guimarães
- 5.  Priscila Daroit
- 6.  Thaísa
- 7.  Nyeme Costa
- 8.  Júlia Kudiess
- 11.  Amanda Marques
- 12.  Larissa Fortes
- 13.  Marija Chalecka
- 16.  Glayce Vasconcelos
- 17.  Júlia Koehler
- 18.  Ana Luiza Rüdiger
- Hilary Johnson

### Sezon 2024/2025[12]
- 1.  Francine Tomazoni
- 2.  Victoria Castelloes
- 3.  Giovana Guimarães
- 4.  Celeste Plak
- 5.  Priscila Daroit
- 6.  Thaísa
- 7.  Amanda Marques
- 8.  Júlia Kudiess
- 9.  Kisy Nascimento
- 10.  Jenna Gray
- 12.  Larissa Fortes
- 13.  Kelly Gomes de Souza
- 15.  Glayce Vasconcelos
- 16.  Yonkaira Peña
- 18.  Rebeca Silva
- 21.  Erica Motta Lima

### Sezon 2023/2024
- 1.  Francine Tomazoni
- 2.  Carol Gattaz
- 3.  Giovana Guimarães
- 4.  Victoria Castelloes
- 5.  Priscila Daroit
- 6.  Thaísa
- 7.  Nyeme Costa
- 8.  Júlia Kudiess
- 9.  Kisy Nascimento
- 10.  Jenna Gray
- 11.  Annie Mitchem
- 12.  Larissa Fortes
- 13.  Stephany Miguel
- 14.  Luiza Vicente
- 16.  Yonkaira Peña
- 18.  Rebeca Silva

### Sezon 2022/2023
- 2.  Carol Gattaz
- 4.  Yonkaira Peña
- 5.  Priscila Daroit
- 6.  Thaísa
- 7.  Nyeme Costa
- 8.  Júlia Kudiess
- 9.  Kisy Nascimento
- 11.  Priscila Heldes
- 12.  Larissa Fortes
- 13.  Jackeline Moreno
- 14.  Luiza Vicente
- 15.  Larissa Brandão
- 16.  Priscila Souza
- 18.  Rebeca Silva

### Sezon 2021/2022
- 2.  Carol Gattaz
- 3.  Macris Carneiro
- 5.  Priscila Daroit
- 6.  Thaísa
- 7.  Luanna Emiliano
- 8.  Júlia Kudiess
- 9.  Kisy Nascimento
- 10.  Júlia Moreira
- 11.  Priscila Heldes
- 12.  Sabrina De Paula
- 13.  Neriman Özsoy
- 14.  Luiza Vicente
- 16.  Priscila Souza
- 18.  Rebeca Silva
- 19.  Léia Silva
- 20.  Danielle Cuttino

### Sezon 2020/2021
- 1.  Lara Nobre
- 2.  Carol Gattaz
- 3.  Macris Carneiro
- 5.  Priscila Daroit
- 6.  Thaísa
- 7.  Luanna Emiliano
- 8.  Júlia Kudiess
- 10.  Priscila Heldes
- 11.  Megan Hodge-Easy
- 12.  Camila Mesquita
- 14.  Luiza Vicente
- 17.  Kasiely Clemente
- 19.  Léia Silva
- 20.  Danielle Cuttino

### Sezon 2019/2020
- 2.  Carol Gattaz
- 3.  Macris Carneiro
- 5.  Laura Kudiess
- 6.  Thaísa
- 7.  Vivian Pellegrino
- 8.  Lana Conceição
- 9.  Bruna Honório
- 11.  Luiza Vicente da Silva
- 12.  Bruna Rocha Costa
- 13.  Sheilla Castro

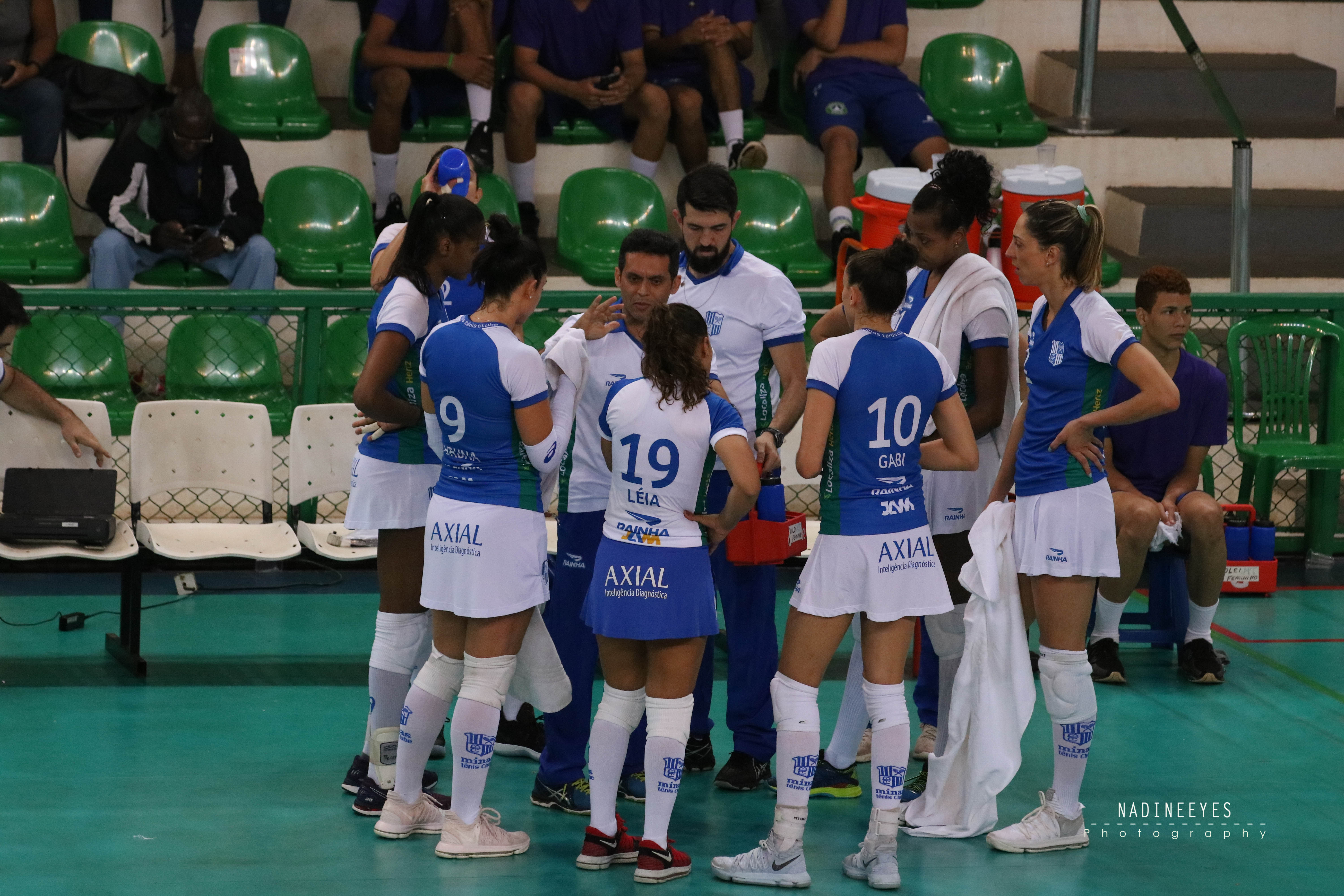
Zawodniczki Minas Tênis Clube w sezonie 2018/2019

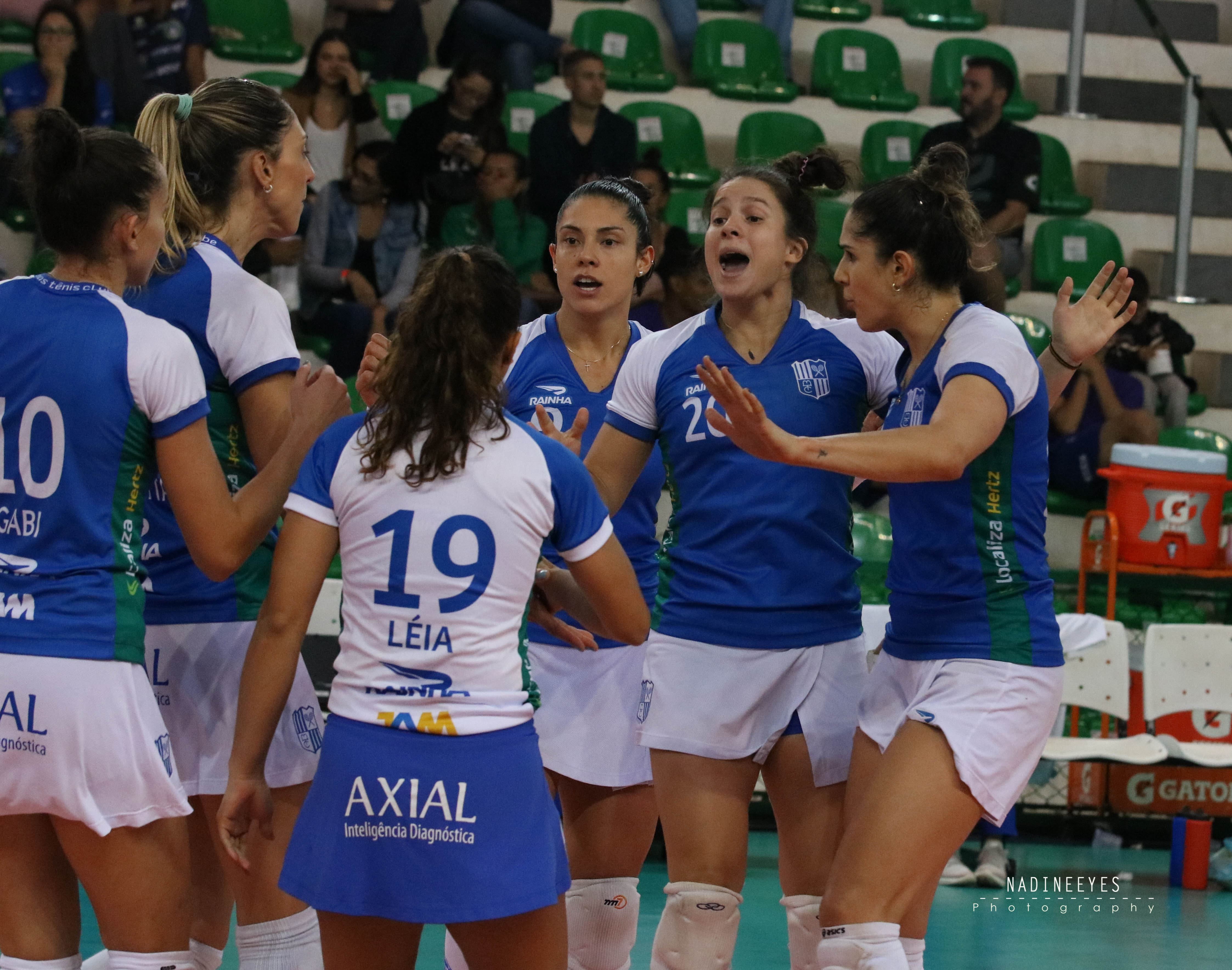
Zawodniczki Minas Tênis Clube w sezonie 2018/2019

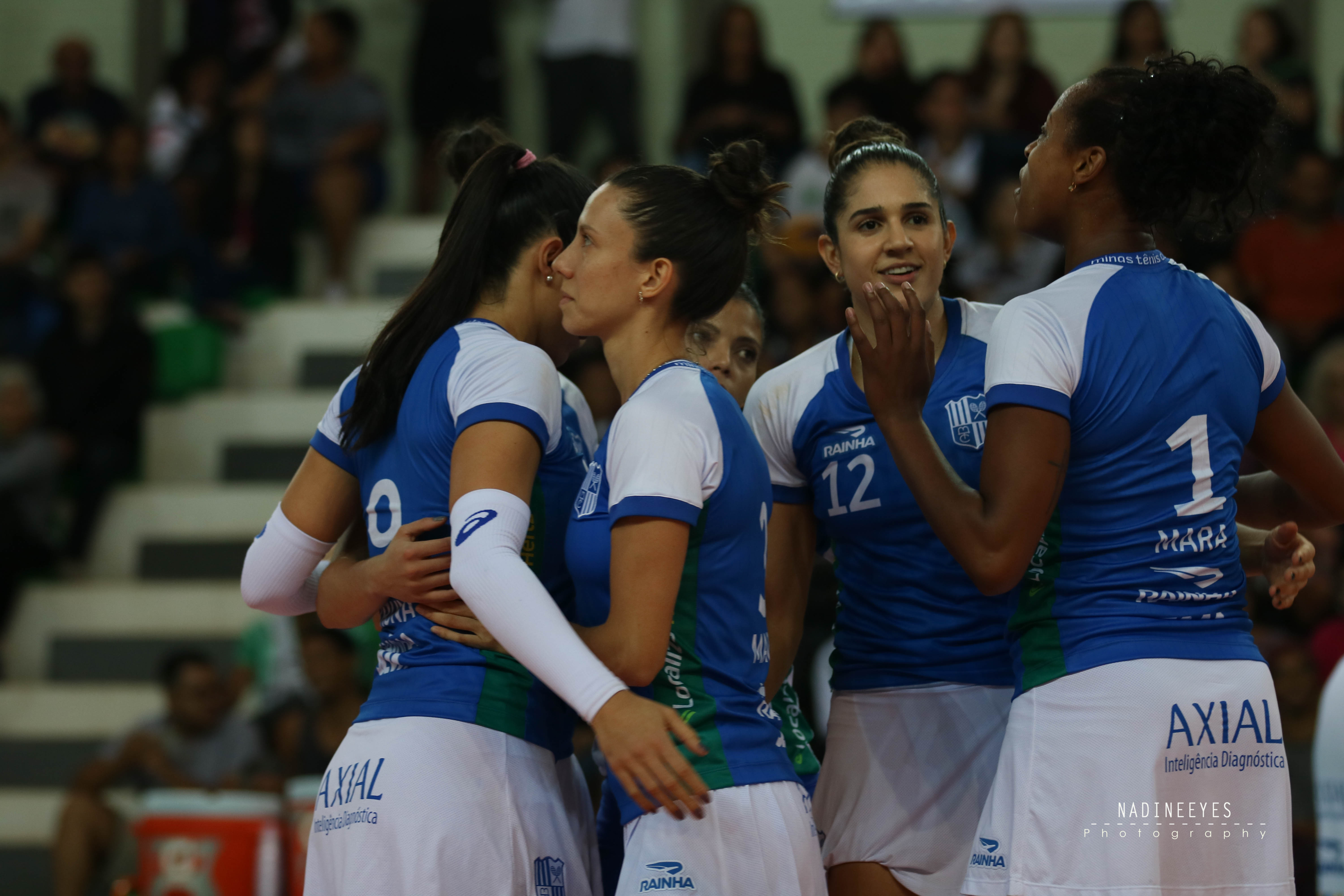
Zawodniczki Minas Tênis Clube w sezonie 2018/2019

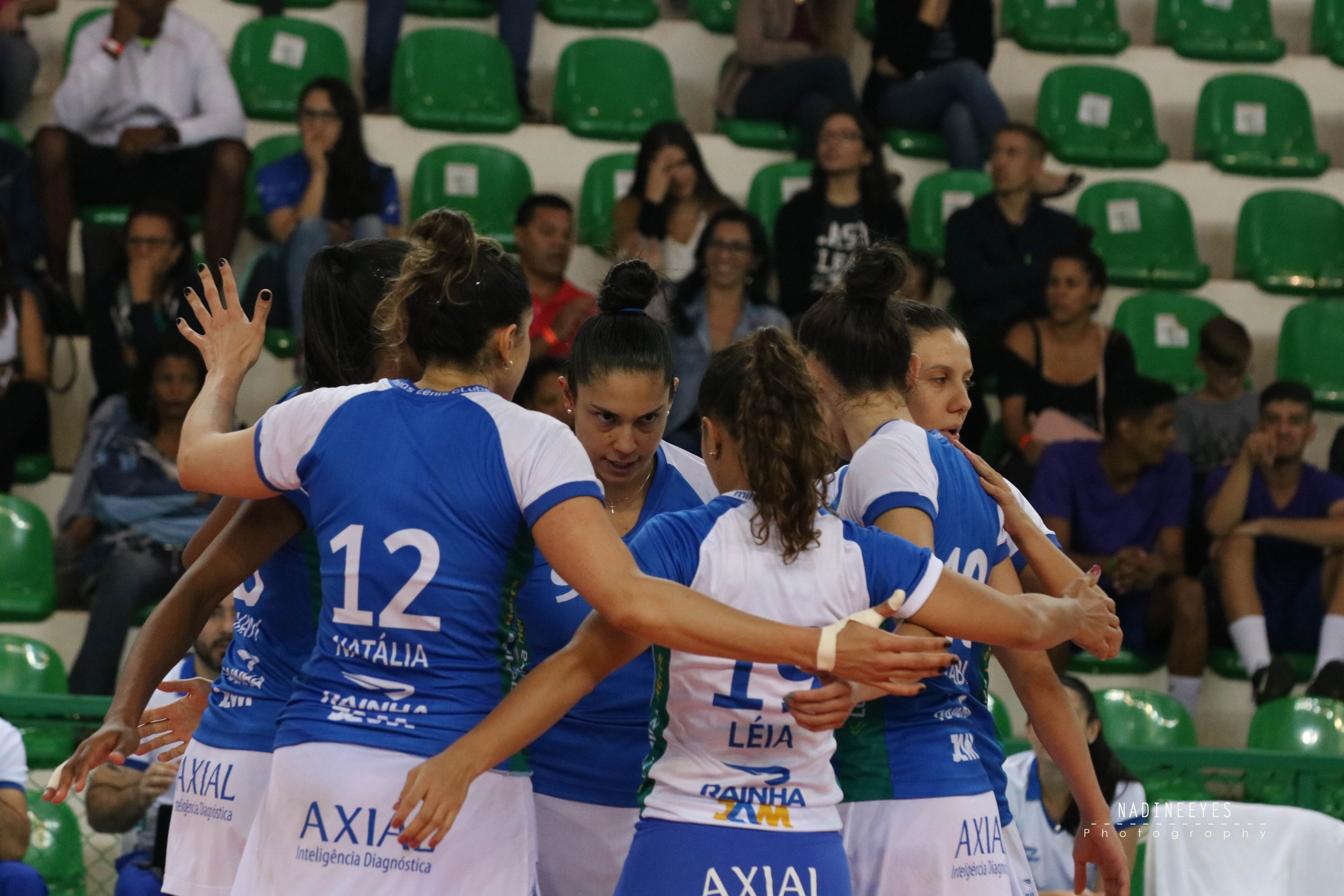
Zawodniczki Minas Tênis Clube w sezonie 2018/2019

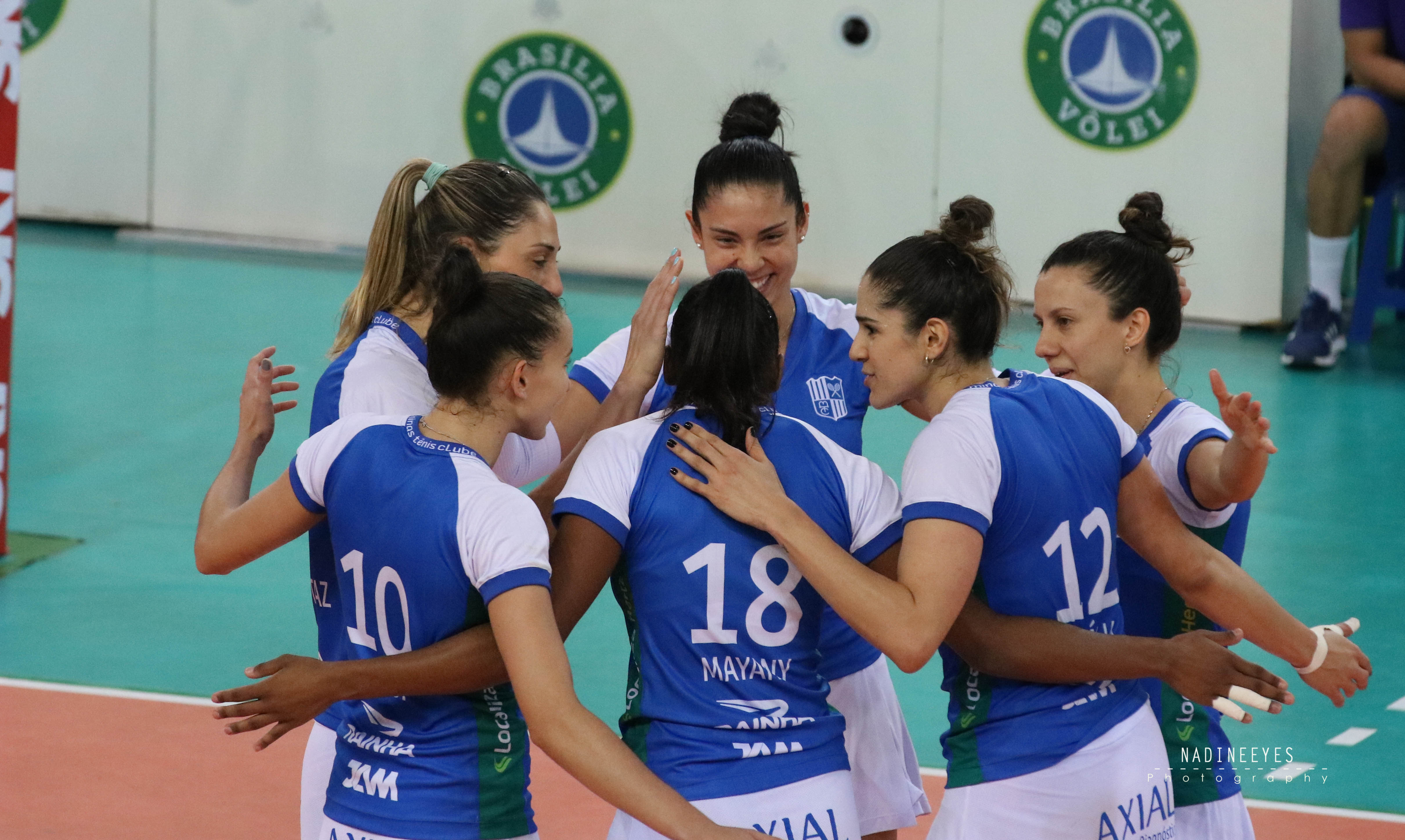
Zawodniczki Minas Tênis Clube w sezonie 2018/2019

- 15.  Dobriana Rabadżiewa (od 17.01.2020)
- 16.  Deja McClendon (do 17.01.2020)
- 17.  Kasiely Clemente
- 18.  Roslandy Acosta
- 19.  Léia Silva

### Sezon 2018/2019
- 1.  Mara Leão
- 2.  Carol Gattaz
- 3.  Macris Carneiro
- 5.  Maria Cecilia de Paula
- 6.  Lana Conceição
- 7.  Maria Luísa Oliveira
- 8.  Luana Rabechy Gonçalves
- 9.  Bruna Honório
- 10.  Gabi Guimarães
- 12.  Natália Pereira
- 15.  Geórgia Cattani
- 18.  Mayany Araújo
- 19.  Léia Silva
- 20.  Bruna Rocha Costa

### Sezon 2017/2018
- 1.  Mara Leão
- 2.  Carol Gattaz
- 3.  Macris Carneiro
- 7.  Karine Guerra de Souza
- 8.  Priscila Daroit
- 9.  Rosamaria Montibeller
- 10.  Sonja Newcombe
- 11.  Natália Monteiro
- 12.  Destinee Hooker-Coulter
- 15.  Geórgia Cattani
- 16.  Karoline Tormena
- 17.  Natália Monteiro
- 18.  Mayany Araújo
- 19.  Léia Silva

### Sezon 2016/2017

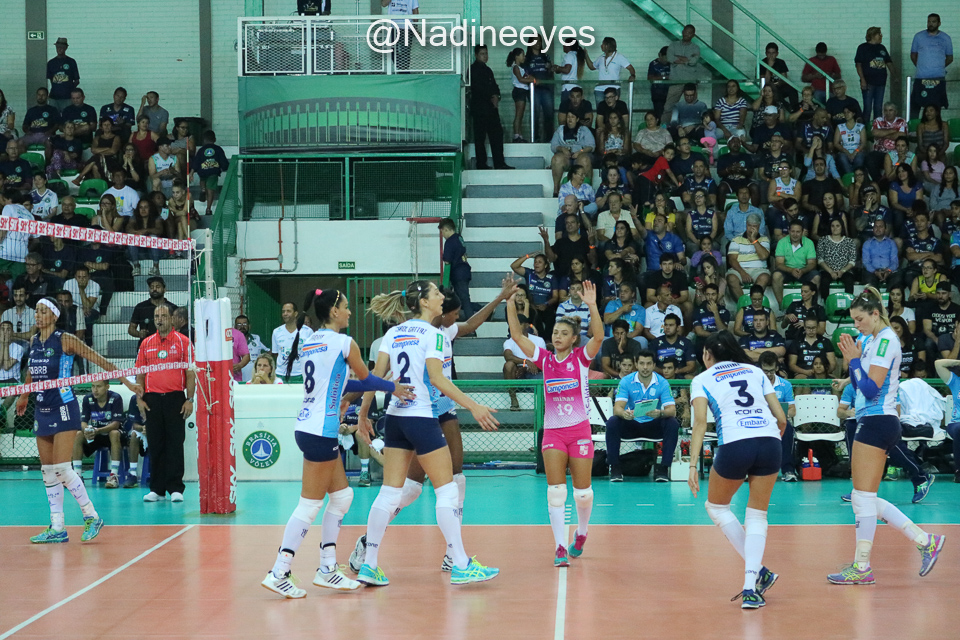
Zawodniczki Minas Tênis Clube w sezonie 2016/2017

- 1.  Mara Leão
- 2.  Carol Gattaz
- 3.  Naiane Rios
- 4.  Karine Guerra de Souza
- 7.  Priscila Daroit
- 8.  Jaqueline Carvalho
- 9.  Rosamaria Montibeller
- 11.  Renata Maggioni
- 12.  Destinee Hooker-Coulter
- 13.  Francynne Jacintho
- 16.  Karoline Tormena
- 17.  Natália Monteiro
- 18.  Domingas Araújo
- 19.  Léia Silva

### Sezon 2015/2016
- 1.  Mara Leão
- 2.  Carol Gattaz
- 3.  Naiane Rios
- 4.  Samara Rodrigues de Almeida
- 7.  Marcela Corrêa
- 8.  Karoline Tormena
- 9.  Rosamaria Montibeller
- 11.  Valquíria Dullius
- 13.  Carla Santos
- 15.  Mariana Costa
- 16.  Tandara Caixeta
- 19.  Léia Silva

### Sezon 2014/2015
- 1.  Walewska Moreira de Oliveira
- 2.  Carol Gattaz
- 3.  Naiane Rios
- 4.  Emilia Nunes de Oliveira
- 5.  Elaine Pereira dos Santos
- 6.  Maiara Cristina de Souza Moreira
- 8.  Jaqueline Carvalho
- 10.  Juliana Valongo de Castro
- 11.  Juliana De Souza Nogueira
- 13.  Carla Santos
- 15.  Mariana Costa
- 16.  Karoline Tormena
- 17.  Valquíria Dullius
- 18.  Camila Vaz de Melo Torquete

### Sezon 2013/2014
- 1.  Carla Santos
- 3.  Alaina Bergsma
- 4.  Fernanda Kuchenbecker
- 5.  Arlene Xavier
- 6.  Maiara Moreira
- 7.  Viviane de Faria
- 8.  Sthéfanie Paulino
- 11.  Valquíria Dullius
- 13.  Nandyala Santos Gama
- 14.  Lenisse Aquino
- 15.  Raquel de Oliveira
- 17.  Linda Morales